# Liburnia cubana
Liburnia cubana är en insektsart som först beskrevs av Crawford 1914.  Liburnia cubana ingår i släktet Liburnia och familjen sporrstritar. Utöver nominatformen finns också underarten L. c. pallida.